# Daniel Rakete Siegel

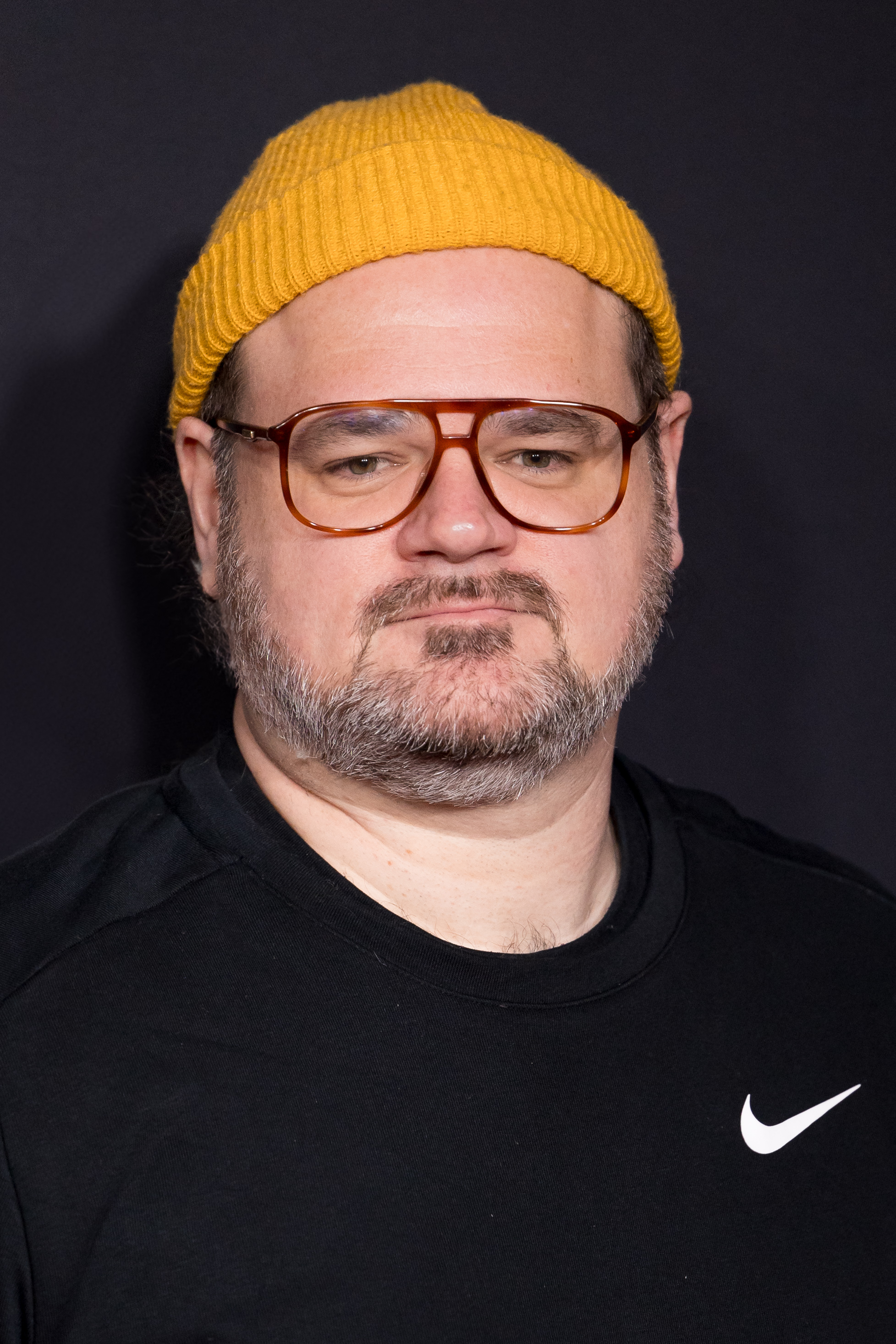
Daniel Rakete Siegel während der Berlinale 2024

Daniel Rakete Siegel (* 29. Juli 1980 in Köln) ist ein deutscher Filmregisseur.

## Leben
Rakete Siegel legte 2001 das Abitur am Erzbischöflichen Irmgardis-Gymnasium in Köln ab. Nachdem er ab 2002 Japanologie, Philosophie und Germanistik an der Universität Köln studierte und nebenbei als freier Grafiker arbeitete, studierte er von 2004 bis 2007 Filmregie an der internationalen filmschule köln.
Sein Abschlussfilm Ein Fall für KBBG – eine Parodie auf die Jugendbuchreihe Ein Fall für TKKG – feierte seine Weltpremiere auf dem Kurzfilmfestival Vienna Independent Shorts.
Seit 2007 arbeitet Siegel als Regisseur und Autor u. a. für die Bundesregierung, für die er den Spot „Europäische Werte Kinderleicht“ herstellte.
Als Darsteller spielte er die Hauptrolle in dem Werbespot Fakir, der 2008 den First Steps Award erhielt.
Gemeinsam mit Christopher Becker schrieb und inszenierte er von 2008 bis 2010 die Webserie Highroller und Tank mit Daniel Wiemer, Raphael Rubino, Anna Angelina Wolfers und Hans-Martin Stier in den Hauptrollen. Aus der Zusammenarbeit entstand auch der Viral-Spot „Schalenklau“ für die Firma PayPal, der über zwei Millionen Mal im Internet gesehen wurde und Ausstrahlung in Zeiglers wunderbare Welt des Fußballs, der Sportschau und im Aktuellen Sportstudio erfuhr.
2015 lief die von ihm entwickelte 6-teilige Fernsehserie Im Knast auf ZDFneo. In den Hauptrollen waren Denis Moschitto und Manuel Rubey, als Gaststars Anke Engelke und Max Giermann zu sehen.
2023 gab er gemeinsam mit Co-Autor und Co-Regisseur Denis Moschitto sein Debüt als Drehbuchautor und Filmregisseur mit dem Kinofilm Schock.

## Filmografie
- 2002: Minus zwei (Spielfilm)
- 2004: Queerbeet (Werbefilm)
- 2005: Was bleibt ist Schönheit, Co-Regie: Florian Wimmer (Kurzdokumentarfilm)
- 2006: Laut werden! (Kurzspielfilm)
- 2006: Der Unbekannte (Kurzspielfilm)
- 2006: Scheren Baden Nachtrimmen (Dokumentarfilm)
- 2007: Ein Fall für KBBG (Kurzspielfilm)
- 2007: Telekom: Freeclimbing (Werbefilm)
- 2008: Highroller und Tank (Buch und Regie mit Christopher Becker)
- 2011: Die Könige der Straße (Kurzspielfilm)
- 2012: Spielzeit
- 2012: Pommes essen
- 2015: Im Knast (Fernsehserie, 6 von 12 Episoden)
- 2015–2017: Comedy Rocket
- 2017: Nicht tot zu kriegen
- 2017–2018: Beste Schwestern
- 2018–2019: Neo Magazin Royale
- seit 2020: WaPo Bodensee
- 2023: Schock

## Auszeichnungen
- Im Jahr 2007 erhielt sein Film Der Unbekannte eine Bronzemedaille des Festival im Stadthafen Rostock.[5]